# 척과초등학교 서사분교
척과초등학교 서사분교는 대한민국 울산광역시 울주군 범서읍에 위치했던 분교로, 1999년에 폐교되었다.

## 이후
폐교 이후 들꽃학습원으로 사용되고 있다.

## 같이 보기
- 서사초등학교

## 참조
1. ↑  “울산 9개 분교 내달 폐교”. 연합뉴스. 1999년 2월 18일. 2012년 9월 8일에 확인함.
2. ↑  “〈울산〉廢校가 ‘꽃세상’으로 탈바꿈”. 국민일보. 2001년 5월 24일. 2012년 9월 7일에 확인함.
3. ↑  “〈부산/경남〉울산 들꽃학습원 시민들에 인기”. 동아일보. 2001년 5월 25일. 2012년 9월 7일에 확인함.